# Liechtensteińczycy
Liechtensteińczycy (niem. die Liechtensteiner) – naród germański, pochodzący od Szwajcarów, powiązany ze Szwabami i Austriakami z Vorarlbergu. Jest to określenie mieszkańców alpejskiego Księstwa Liechtensteinu oraz ludzi mieszkających poza nim deklarujących pochodzenie z tegoż kraju. Aktualnie Księstwo Liechtensteinu zamieszkuje 25 485 ludzi deklarujących narodowość liechtensteińską, co stanowi 65,77% populacji państwa. Ponadto poza krajem przynależność do tej nacji deklaruje 3853 osób w tym 3316 w innych państwach europejskich.

## Historia
Historycznie za początek tej narodowości można uznać utworzenie Księstwa Liechtensteinu po połączeniu majątków Schellenberg i Vaduz przez księcia Jana Adama I w roku 1719. Za jednego z twórców tożsamości narodowej Liechtensteińczyków uważa się Petera Kaisera – liechtensteińskiego pisarza, historyka i dyplomaty, który został wyznaczony do reprezentowania księstwa na sejmie frankfurckim. Napisał on ważną dla narodu książkę, która początkowo została zakazana przez monarchów: Historia Księstwa Liechtensteinu (niem. Geschichte des Fürstenthums Liechtenstein).
Odrębność Liechtensteińczyków od sąsiednich ludów (Szwajcarów i Austriaków) umocniła się na początku XX wieku, kiedy to pojawiły się niepokoje polityczne. Ludzie byli niezadowoleni z faktu, że administracja państwowa była zdominowana przez austriacką arystokrację. Powstała pierwsza partia polityczna pod przywództwem Wilhelma Becka. Pojawiały się wówczas hasła „Liechtenstein dla Liechtensteińczyków”. Po puczu i wyborach w 1918 roku rozpoczęto prace nad nową konstytucją, która zdemokratyzowała ustrój księstwa.

## Święto narodowe
Umacnianie się świadomości odrębności Liechtensteińczyków było ściśle powiązane ze wszelkiego rodzaju uroczystościami związanymi z panującym aktualnie monarchą – hucznie obchodzono np. urodziny książąt. Kiedy książę Franciszek Józef II zmarł w 1989 roku, Landtag postanowił sformalizować obchodzone od 1940 roku święto z okazji jego urodzin. Od tamtej pory dzień przed rocznicą narodzin księcia Franciszka Józefa, czyli 15 sierpnia stanowi dla Liechtensteińczyków najważniejsze święto państwowe. Dzień 15 sierpnia jest dniem wolnym od pracy.
Podczas święta wszyscy mieszkańcy są zapraszani do książęcej siedziby w Vaduz, gdzie spotkać się mogą z przedstawicielami rodziny książęcej, a całe państwo przyozdabiają wywieszone flagi państwowe oraz symbole gmin. Święto wieńczy pokaz sztucznych ogni.